# Fran Perea
Francisco Manuel Perea Bilbao (Màlaga, 20 de novembre del 1978), conegut com a Fran Perea, és un actor i cantant espanyol.

## Biografia
El seu veritable nom és Francisco Manuel Perea Bilbao (Paco Manuel és com li deien els seus amics). Durant la seva joventut a Màlaga, Fran Perea va formar part d'un grup de boy-scouts. Es va llicenciar en Art Dramàtic a l'Escola Superior d'Art Dramàtic de Màlaga. Es va estrenar com a actor en un capítol de la sèrie El Comisario (Telecinco, produïda per Globomèdia).
El 2001 participà en diversos curtmetratges, com Final feliç per a un crim d'Aure Freguis, i s'incorpora a Al Salir de Clase, donant vida al paper d'Hugo. A l'abril del 2003 va participar en una altra sèrie de Telecinco i Globomèdia, Los Serrano. La cançó 1 más 1 són 7, sintonia de Los Serrano, es va convertir ràpidament en número 1 de llista de vendes en l'any 2003: era l'inici de la carrera musical de Fran; al que va seguir, a l'octubre d'aquest mateix any, el seu primer disc: La chica de la habitación de al lado, amb temes composts per Pau Donés de Jarabe de Palo, Coti i Xabi Sant Martín (La Oreja de Van Gogh).
Al juny de 2005 edita el seu segon disc en el mercat, titulat Punto y aparte, amb sis temes composts per ell mateix i la seva banda.
Va ser nominat als Premis Amic 2003 com Artista Revelació i té 4 discos de platí i 1 disc d'or. A principis de 2006 va deixar el seu personatge a la sèrie Los Serrano per a dedicar-se al cinema. És el protagonista, juntament amb Paco León, de la primera pel·lícula com a director de Fernando Guillén Cuervo, Los Mánagers, i també ha intervingut a El camí dels anglesos, la segona pel·lícula com a director del també actor Antonio Banderas a la seva terra natal, Màlaga, i el seu últim projecte en cinema ha estat Las 13 rosas. Ha participat en l'obra Fedra amb Ana Belén i Alícia Hermida, i amb Belén Rueda a la sèrie d'Antena 3 Luna, el misterio de Calenda i B&B, de boca en boca de Telecinco.

## Discografia

### Àlbums
- La chica de la habitación de al lado (2003) - #2 Espanya, #10 Finlàndia [1] // Reedició de l'àlbum - #48 Espanya
- Punto y aparte (2005) - #8 Espanya
- Viejos conocidos (2010)

### Live Álbums
- Fran Perea, En Concierto (2004) - #60 Espanya

### Recopilatoris
- Fran Perea, Singles, Inéditos & Otros Puntos (2006) - #57 Espanya.

## Filmografia

### Televisió

#### Papers fixos
- Al salir de clase (2000-2002) com a Hugo.
- Los Serrano (2003-2006) com a Marcos Serrano.
- Luna, el misterio de Calenda (2012) com a Nacho
- B&B, de Boca en Boca (2014) com a Mario
- La sonata del silencio (2016) com a Mauricio Canales

#### Papers episòdics
- El comisario (2000).
- Los Serrano (2007, 3 capítols; 2008, 2 capítols).
- Hospital Central 1 episodi d'extra com a Javi.
- Hospital Central (2008) Enrique Trujillo (interpretant un psicòpata segrestador d'infants).

#### Cinema

##### Llargmetratges
- Las 13 rosas (Emilio Martínez-Lázaro, 2007)
- Los Mánagers (Fernando Guillén Cuervo, 2006)
- El camino de los ingleses (Antonio Banderas, 2006)
- Pérez, el ratoncito de tus sueños (Veu) 2006

##### Curtmetratges
- La aventura de Rosa de Ángela Armero (2008)
- Final feliz para un crimen (Curtmetratge) (Aure Roces, 2001)
- Cañí (2000)
- Tú mismo (2000)